# 30149 Kellyriedell
30149 Kellyriedell è un asteroide della fascia principale. Scoperto nel 2000, presenta un'orbita caratterizzata da un semiasse maggiore pari a 2,3217456 UA e da un'eccentricità di 0,1678448, inclinata di 4,56990° rispetto all'eclittica.